# Virgin Killer
Virgin Killer er et album fra Scorpions udgivet i 1976. Albummet var meget kontroversielt, da coveret viste en nøgen 12-årige pige, hvilket gjorde at det blev censureret i USA, og senere måtte bandet trække det tilbage. Forsangeren Klaus Meine sagde senere, at han var meget chokeret, da han så coveret, men pladeselskabet pressede på, da de mente, at bandet måtte have et provokerende cover for at skabe ekstra opmærksomhed ligesom mange andre rockband på den tid gjorde. En gengivelse af coverfotografiet har ligeledes senere ført til at artiklen med Virgin Killer er blevet blokeret på den engelske Wikipedia i Storbritannien.

## Numre
1. "Pictured Life" (Meine, Roth, Schenker)  – 3:21
2. "Catch Your Train" (Meine, Schenker)  – 3:32
3. "In Your Park" (Meine, Schenker)  – 3:39
4. "Backstage Queen" (Meine, Schenker)  – 3:10
5. "Virgin Killer" (Roth)  – 3:41
6. "Hell Cat" (Roth)  – 2:54
7. "Crying Days" (Meine, Schenker)  – 4:36
8. "Polar Nights" (Roth)  – 5:04
9. "Yellow Raven" (Roth)  – 4:58

## Musikere
- Klaus Meine – Vokal
- Ulrich Roth – Guitar, vokal
- Rudolf Schenker – Guitar, vokal
- Francis Buchholz – Bas
- Achim Kirschning – Synthesizer, keyboard
- Rudy Lenners – Perkussion, trommer